# 오이코스 대학교 총기 난사 사건
오이코스 대학 총기 난사 사건은 2012년 4월 2일, 미국 캘리포니아주 오클랜드에 위치한 오이코스 대학교에서 발생한 총기 사건이다. 한국계 미국인 고수남이 대학교 강의실에 난입하여 총기를 사용해 7명을 살해했다.
용의자 고수남은 1990년에 이민와 2000년에 미국 시민권을 취득한 한국계 미국인이었으며, 사건이 발생한 오이코스 대학교의 간호학과에 다니다가 자퇴하였다. 재학시 납부했던 학비를 돌려받지 못하자 이에 앙심을 품고 범행을 저질렀다고 알려졌다.

## 같이 보기
- 버지니아 공대 총기 난사 사건